# Popis vrsta roda Crotalaria
Popis vrsta roda Crotalaria

## A
1. Crotalaria abbreviata Baker f.
2. Crotalaria abscondita Welw. ex Baker
3. Crotalaria acapulcensis Hook. & Arn.
4. Crotalaria acicularis Buch.-Ham.
5. Crotalaria aculeata De Wild.
6. Crotalaria adamii R.Wilczek
7. Crotalaria adamsonii Baker f.
8. Crotalaria adariensis D.Subram.
9. Crotalaria adenocarpoides Taub.
10. Crotalaria adolfi Harms
11. Crotalaria aegyptiaca Benth.
12. Crotalaria afrocentralis Polhill
13. Crotalaria agatiflora Schweinf. ex Engl.
14. Crotalaria aiantha Adema
15. Crotalaria aidiostipulata Gilli
16. Crotalaria alata Buch.-Ham. ex D.Don
17. Crotalaria albicaulis Franch.
18. Crotalaria albida B.Heyne ex Roth
19. Crotalaria alemanniana Torre
20. Crotalaria alexandri Baker f.
21. Crotalaria allophylla Thulin
22. Crotalaria alticola Polhill
23. Crotalaria amoena Welw. ex Baker
24. Crotalaria andringitrensis R.Vig.
25. Crotalaria andromedifolia R.Wilczek
26. Crotalaria androyensis R.Vig.
27. Crotalaria angulata Mill.
28. Crotalaria angulicaulis Harms
29. Crotalaria angustifolia (Gagnep.) Niyomdham
30. Crotalaria anisophylla Welw. ex Baker f.
31. Crotalaria ankaizinensis R.Vig.
32. Crotalaria ankaratrana R.Vig.
33. Crotalaria annamensis Dy PHon
34. Crotalaria anningensis X.Y.Zhu & Y.F.Du
35. Crotalaria annua Milne-Redh.
36. Crotalaria anomala R.Vig.
37. Crotalaria anthyllopsis Welw. ex Baker
38. Crotalaria antunesii Baker f.
39. Crotalaria arcuata Polhill
40. Crotalaria arenaria Benth.
41. Crotalaria argenteotomentosa R.Wilczek
42. Crotalaria argyraea Welw. ex Baker
43. Crotalaria argyrolobioides Baker
44. Crotalaria aridicola Domin
45. Crotalaria arrecta Hemp & Polhill
46. Crotalaria arushae Milne-Redh.
47. Crotalaria assadii Zaeifi
48. Crotalaria assamica Benth.
49. Crotalaria assurgens Polhill
50. Crotalaria atrorubens Hochst. ex Benth.
51. Crotalaria aurea Dinter ex Baker f.
52. Crotalaria avonensis DeLaney & Wunderlin
53. Crotalaria awasensis Thulin
54. Crotalaria axillaris Dryand.
55. Crotalaria axilliflora Baker f.
56. Crotalaria axillifloroides Baker f. ex R.Wilczek

## B
1. Crotalaria bahiaensis Windler & S.G.Skinner
2. Crotalaria bakeriana Rossberg
3. Crotalaria balansae Micheli
4. Crotalaria balbi Chiov.
5. Crotalaria ballyi Polhill
6. Crotalaria bamendae Hepper
7. Crotalaria barbata Graham ex Wight & Arn.
8. Crotalaria barkae Schweinf.
9. Crotalaria barnabassii Dinter ex Baker f.
10. Crotalaria basipeta R.Wilczek
11. Crotalaria baumii Harms
12. Crotalaria becquetii Baker f. ex R.Wilczek
13. Crotalaria beddomeana Thoth. & A.A.Ansari
14. Crotalaria bemba R.Wilczek
15. Crotalaria benadirensis Chiov.
16. Crotalaria benguellensis Baker f.
17. Crotalaria bequaertii Baker f.
18. Crotalaria bernieri Baill.
19. Crotalaria berteroana DC.
20. Crotalaria bialata Schrank
21. Crotalaria bifaria L.f.
22. Crotalaria blanda Polhill
23. Crotalaria boehmii Taub
24. Crotalaria bogdaniana Polhill
25. Crotalaria boliviensis Windler & S.G.Skinner
26. Crotalaria bondii Baker f. ex Torre
27. Crotalaria bongensis Baker f.
28. Crotalaria boranica Harms ex Baker f.
29. Crotalaria bosseri M.Peltier
30. Crotalaria boudetii Polhill
31. Crotalaria boutiqueana R.Wilczek
32. Crotalaria brachycarpa Benth.
33. Crotalaria bracteata Roxb. ex DC.
34. Crotalaria bredoi R.Wilczek
35. Crotalaria brevicornuta Polhill
36. Crotalaria brevidens Benth.
37. Crotalaria breviflora DC.
38. Crotalaria brevipedunculata Windler
39. Crotalaria brevis Domin
40. Crotalaria bupleurifolia Cham. & Schltdl.
41. Crotalaria burhia Buch.-Ham. ex Benth.
42. Crotalaria burkeana Benth.
43. Crotalaria burttii Baker f.

## C
1. Crotalaria cabui R.Wilczek
2. Crotalaria cajanifolia Kunth
3. Crotalaria callensii R.Wilczek
4. Crotalaria calliantha Polhill
5. Crotalaria calva R.Vig.
6. Crotalaria calycina Schrank
7. Crotalaria cambodiensis Dy Phon
8. Crotalaria campestris Polhill
9. Crotalaria camptosepala Thulin
10. Crotalaria capensis Jacq.
11. Crotalaria capillipes Polhill
12. Crotalaria capuronii M.Peltier
13. Crotalaria carrissoana Torre
14. Crotalaria carsonii Baker f.
15. Crotalaria carsonioides R.Wilczek
16. Crotalaria caudata Welw. ex Baker
17. Crotalaria cephalotes Steud. ex A.Rich.
18. Crotalaria chaco-serranensis H.G.Bach & Fortunato
19. Crotalaria chamaepeuce Polhill
20. Crotalaria chiayiana Y.C.Liu & F.Y.Lu
21. Crotalaria chinensis L.
22. Crotalaria chirindae Baker f.
23. Crotalaria chondrocarpa Polhill
24. Crotalaria chrysantha Ahn & S.H.Park
25. Crotalaria chrysochlora Baker f. ex Harms
26. Crotalaria chrysotricha Polhill
27. Crotalaria cistoides Welw. ex Baker
28. Crotalaria clarkei Gamble
29. Crotalaria claussenii Benth.
30. Crotalaria clavata Wight & Arn.
31. Crotalaria cleomifolia Welw. ex Baker
32. Crotalaria cobalticola P.A.Duvign. & Plancke
33. Crotalaria collina Polhill
34. Crotalaria colorata Schinz
35. Crotalaria comanestiana Volkens & Schweinf.
36. Crotalaria comosa Baker
37. Crotalaria concinna Polhill
38. Crotalaria confertiflora Polhill
39. Crotalaria confusa Hepper
40. Crotalaria congesta Polhill
41. Crotalaria congoensis Baker f.
42. Crotalaria cordata Welw. ex Baker
43. Crotalaria cornetii Taub. & Dewevre
44. Crotalaria cornu-ammonis R.Vig.
45. Crotalaria corymbosa Torre
46. Crotalaria coursii Pelt.
47. Crotalaria craspedocarpa R.Vig.
48. Crotalaria crebra Polhill
49. Crotalaria criniramea Baker f. ex Polhill
50. Crotalaria crispata F.Muell. ex Benth.
51. Crotalaria cunninghamii R.Br.
52. Crotalaria cupricola Leteint.
53. Crotalaria cuspidata Taub.
54. Crotalaria cyanea Baker
55. Crotalaria cyanoxantha R.Vig.
56. Crotalaria cylindrica A.Rich.
57. Crotalaria cylindrocarpa DC.
58. Crotalaria cylindrostachys Welw. ex Baker
59. Crotalaria cytisoides Roxb.

## D
1. Crotalaria dalensis Torre
2. Crotalaria damarensis Engl.
3. Crotalaria dasyclada Polhill
4. Crotalaria debilis Polhill
5. Crotalaria decaryana R.Vig.
6. Crotalaria decora Polhill
7. Crotalaria dedzana Polhill
8. Crotalaria deflersii Schweinf.
9. Crotalaria deightonii Hepper
10. Crotalaria densicephala Welw. ex Baker
11. Crotalaria depressa Polhill
12. Crotalaria desaegeri R.Wilczek
13. Crotalaria descampsii Micheli
14. Crotalaria deserticola Taub. ex Baker f.
15. Crotalaria dewildemaniana R.Wilczek
16. Crotalaria digitata Hook.
17. Crotalaria dilatata Polhill
18. Crotalaria diminuta Polhill
19. Crotalaria dinteri Schinz
20. Crotalaria diosmifolia Benth.
21. Crotalaria dissitiflora Benth.
22. Crotalaria distans Benth.
23. Crotalaria distantiflora Baker f.
24. Crotalaria doidgeae I.Verd.
25. Crotalaria dolichantha Polhill
26. Crotalaria dolichonyx Baker f. & Martin
27. Crotalaria doniana Baker
28. Crotalaria dubia Graham ex Benth.
29. Crotalaria duboisii R.Wilczek
30. Crotalaria dumosa Franch.
31. Crotalaria dura J.M.Wood & M.S.Evans
32. Crotalaria durandiana R.Wilczek
33. Crotalaria duvigneaudii Timp.

## E
1. Crotalaria ebenoides (Guill. & Perr.) Walp.
2. Crotalaria edmundi-bakeri R.Vig.
3. Crotalaria egregia Polhill
4. Crotalaria eichleri (Tamura) Tamura
5. Crotalaria elisabethae Baker f.
6. Crotalaria emarginata Bojer ex Benth.
7. Crotalaria emarginella Vatke
8. Crotalaria emirnensis Benth.
9. Crotalaria ephemera Polhill
10. Crotalaria epunctata Dalzell
11. Crotalaria eremaea F.Muell.
12. Crotalaria eremicola Baker f.
13. Crotalaria ericoides Torre
14. Crotalaria erythrophleba Welw.
15. Crotalaria eurycalyx Polhill
16. Crotalaria evolvuloides Wight
17. Crotalaria exaltata Polhill
18. Crotalaria excisa (Thunb.) Baker f.
19. Crotalaria exelliana R.Wilczek
20. Crotalaria exilipes Polhill
21. Crotalaria exilis Polhill
22. Crotalaria eximia Polhill

## F
1. Crotalaria fallax Chiov.
2. Crotalaria fascicularis Polhill
3. Crotalaria fenarolii Torre
4. Crotalaria fiherenensis R.Vig.
5. Crotalaria filicaulis Welw. ex Baker
6. Crotalaria filifolia Rose
7. Crotalaria filiformis Wall.
8. Crotalaria filipes Benth.
9. Crotalaria flavicarinata Baker f.
10. Crotalaria flavicoma Benth.
11. Crotalaria florida Welw. ex Baker
12. Crotalaria formosa Graham
13. Crotalaria friesii I.Verd.
14. Crotalaria fysonii Dunn

## G
1. Crotalaria gajureliana Gholave, Madhav & Gosavi
2. Crotalaria gamwelliae Baker f.
3. Crotalaria gazensis Baker f.
4. Crotalaria germainii R.Wilczek
5. Crotalaria giessii M.M.le Roux & B.-E.van Wyk
6. Crotalaria gillettii Polhill
7. Crotalaria glabripedicellata R.Wilczek
8. Crotalaria glauca Willd.
9. Crotalaria glaucifolia Baker
10. Crotalaria glaucoides Baker f.
11. Crotalaria globifera E.Mey.
12. Crotalaria globosa Wight & Arn.
13. Crotalaria gloriae Bernal
14. Crotalaria gloriosa Rose
15. Crotalaria gnidioides R.Wilczek
16. Crotalaria goetzei Harms
17. Crotalaria goiasensis Windler & S.G.Skinner
18. Crotalaria goodiiformis Vatke
19. Crotalaria goreensis Guill. & Perr.
20. Crotalaria gracilipes O.Lachenaud
21. Crotalaria grahamiana Wight & Arn.
22. Crotalaria graminicola Taub. ex Baker f.
23. Crotalaria grandibracteata Taub.
24. Crotalaria grandiflora Benth.
25. Crotalaria grandistipulata Harms
26. Crotalaria grata Polhill
27. Crotalaria greenwayi Baker f.
28. Crotalaria grevei Drake
29. Crotalaria griquensis Bolus
30. Crotalaria griseofusca Baker f.

## H
1. Crotalaria hainanensis Huang
2. Crotalaria handelii E.Peter
3. Crotalaria harleyi Windler & S.G.Skinner
4. Crotalaria haumaniana R.Wilczek
5. Crotalaria hebecarpa (DC.) Rudd
6. Crotalaria heidmannii Schinz
7. Crotalaria hemsleyi Milne-Redh.
8. Crotalaria herpetoclada Rossberg
9. Crotalaria heterotricha Polhill
10. Crotalaria heyneana Graham ex Wight & Arn.
11. Crotalaria hilariana Benth.
12. Crotalaria hirsuta Willd.
13. Crotalaria hirta Willd.
14. Crotalaria hoffmannii R.Wilczek
15. Crotalaria holoptera Welw. ex Baker
16. Crotalaria holosericea Nees & Mart.
17. Crotalaria horrida Polhill
18. Crotalaria huillensis Taub.
19. Crotalaria humbertiana M.Peltier
20. Crotalaria humbertii R.Vig.
21. Crotalaria humifusa Graham
22. Crotalaria humilis Eckl. & Zeyh.
23. Crotalaria hypargyrea Chiov.
24. Crotalaria hyssopifolia Klotzsch

## I
1. Crotalaria ibityensis R.Vig. & Humbert
2. Crotalaria impressa Nees
3. Crotalaria incana L.
4. Crotalaria incompta N.E.Br.
5. Crotalaria incrassifolia Polhill
6. Crotalaria inequalis A.E.Holland
7. Crotalaria inflexa Polhill
8. Crotalaria inopinata (Harms) Polhill
9. Crotalaria insignis Polhill
10. Crotalaria intonsa Polhill
11. Crotalaria intricata Thulin
12. Crotalaria involutifolia Polhill
13. Crotalaria inyangensis Polhill
14. Crotalaria ionoptera Polhill
15. Crotalaria iringana Harms
16. Crotalaria irwinii Windler & S.G.Skinner
17. Crotalaria isaloensis R.Vig.
18. Crotalaria ivantalensis Welw. ex Baker

## J
1. Crotalaria jacksonii Baker f.
2. Crotalaria jerokoensis Baker f.
3. Crotalaria jianfengensis C.Y.Yang
4. Crotalaria jijigensis Thulin
5. Crotalaria johannis Torre
6. Crotalaria johnstonii Baker
7. Crotalaria jubae Polhill
8. Crotalaria juncea L.
9. Crotalaria jurioniana R.Wilczek

## K
1. Crotalaria kaessneri Baker f.
2. Crotalaria kambanguensis R.Wilczek
3. Crotalaria kambolensis Baker f.
4. Crotalaria kanaii H.Ohashi
5. Crotalaria kandoensis Baker f.
6. Crotalaria kapiriensis De Wild.
7. Crotalaria karagwensis Taub.
8. Crotalaria kelaensis Baker f.
9. Crotalaria keniensis Baker f.
10. Crotalaria kerkvoordei R.Wilczek
11. Crotalaria kibaraensis R.Wilczek
12. Crotalaria kipandensis Baker f.
13. Crotalaria kipilaensis R.Wilczek
14. Crotalaria kirkii Baker
15. Crotalaria kolbergii M.M.le Roux & B.-E.van Wyk
16. Crotalaria kostermansii Niyomdham
17. Crotalaria kuiririensis Baker f.
18. Crotalaria kundelunguensis Baker f.
19. Crotalaria kurtii Schinz
20. Crotalaria kurzii Baker ex Kurz
21. Crotalaria kwengeensis R.Wilczek

## L
1. Crotalaria laburnifolia L.
2. Crotalaria laburnoides Klotzsch
3. Crotalaria lachnocarpoides Engl.
4. Crotalaria lachnophora Hochst. ex A.Rich.
5. Crotalaria lachnosema Stapf
6. Crotalaria laevigata Lam.
7. Crotalaria lanceolata E.Mey.
8. Crotalaria lancifoliolata Torre
9. Crotalaria larsenii Niyomdham
10. Crotalaria lasiocarpa Polhill
11. Crotalaria lathyroides Guill. & Perr.
12. Crotalaria lawalreeana R.Wilczek
13. Crotalaria laxiflora Baker
14. Crotalaria leandriana M.Peltier
15. Crotalaria lebeckioides Bond
16. Crotalaria lebrunii Baker f.
17. Crotalaria ledermannii Baker f.
18. Crotalaria lejoloba Bartl.
19. Crotalaria leonardiana Timp.
20. Crotalaria lepidissima Baker f.
21. Crotalaria leprieurii Guill. & Perr.
22. Crotalaria leptocarpa Balf.f.
23. Crotalaria leptoclada Harms
24. Crotalaria leptostachya Benth.
25. Crotalaria leubnitziana Schinz
26. Crotalaria leucoclada Baker
27. Crotalaria lidiae Ram.-Hern. & Cruz Durán
28. Crotalaria limosa Polhill
29. Crotalaria linearifoliolata Chiov.
30. Crotalaria linifolia L.f.
31. Crotalaria lisowskii Polhill
32. Crotalaria loandae Baker f.
33. Crotalaria longiclavata Polhill
34. Crotalaria longidens Burtt Davy ex I.Verd.
35. Crotalaria longipes Wight & Arn.
36. Crotalaria longirostrata Hook. & Arn.
37. Crotalaria longithyrsa Baker f.
38. Crotalaria lotifolia L.
39. Crotalaria lotiformis Milne-Redh.
40. Crotalaria lotoides Benth.
41. Crotalaria lukafuensis De Wild.
42. Crotalaria lukomae Baker f.
43. Crotalaria lukwangulensis Harms
44. Crotalaria lundensis Torre
45. Crotalaria lunulata B.Heyne ex Wight & Arn.
46. Crotalaria luondeensis R.Wilczek
47. Crotalaria lusamboensis R.Wilczek
48. Crotalaria lusingaensis R.Wilczek
49. Crotalaria lutescens Dalzell
50. Crotalaria luxenii Baker f.
51. Crotalaria luzoniensis Adema

## M
1. Crotalaria macrantha Polhill
2. Crotalaria macrocalyx Benth.
3. Crotalaria macrocarpa E.Mey.
4. Crotalaria magaliesbergensis A.S.Flores & Sch.Rodr.
5. Crotalaria mahafalensis R.Vig.
6. Crotalaria mairei H.Lév.
7. Crotalaria malaissei Polhill
8. Crotalaria malindiensis Polhill
9. Crotalaria mandrarensis R.Vig.
10. Crotalaria manganifera Polhill
11. Crotalaria manongarivensis R.Vig.
12. Crotalaria martiana Benth.
13. Crotalaria massaiensis Taub.
14. Crotalaria mauensis Baker f.
15. Crotalaria maypurensis Kunth
16. Crotalaria medicaginea Lam.
17. Crotalaria meeboldii Dunn
18. Crotalaria meghalayensis Danda & A.K.Pandey
19. Crotalaria melanocalyx Polhill
20. Crotalaria mendesii Torre
21. Crotalaria mendoncae Torre
22. Crotalaria mentiens Polhill
23. Crotalaria mesopontica Taub.
24. Crotalaria mexicana Windler
25. Crotalaria meyeriana Steud.
26. Crotalaria micans Link
27. Crotalaria micheliana R.Wilczek
28. Crotalaria micrantha Link
29. Crotalaria microcarpa Hochst. ex Benth.
30. Crotalaria microphylla Vahl
31. Crotalaria microthamnus Robyns ex R.Wilczek
32. Crotalaria mildbraedii Baker f. ex Mildbr.
33. Crotalaria milneana R.Wilczek
34. Crotalaria minutissima Baker f.
35. Crotalaria miottoae A.S.Flores & A.M.G.Azevedo
36. Crotalaria miranda Milne-Redh.
37. Crotalaria misella Polhill
38. Crotalaria mitchellii Benth.
39. Crotalaria mocubensis Polhill
40. Crotalaria modesta Polhill
41. Crotalaria mollicula Kunth
42. Crotalaria mollii Polhill
43. Crotalaria monophylla Germish.
44. Crotalaria montana B.Heyne ex Roth
45. Crotalaria monteiroi Taub. ex Baker f.
46. Crotalaria mortonii Hepper
47. Crotalaria morumbensis Baker f.
48. Crotalaria mudugensis Thulin
49. Crotalaria muenzneri Baker f.
50. Crotalaria multibracteata S.A.Rather & A.K.Pandey
51. Crotalaria multiflora Benth.
52. Crotalaria mwangulangoi Gereau & Bodine
53. Crotalaria mysorensis Roth

## N
1. Crotalaria namuliensis Polhill & T.Harris
2. Crotalaria nana Burm.f.
3. Crotalaria naragutensis Hutch.
4. Crotalaria natalensis Baker f.
5. Crotalaria natalitia Meisn.
6. Crotalaria nayaritensis Windler
7. Crotalaria nematophylla Baker f.
8. Crotalaria neriifolia Wall.
9. Crotalaria newtoniana Torre
10. Crotalaria nigricans Baker
11. Crotalaria nitens Kunth
12. Crotalaria nitidula Mart. ex Schrank
13. Crotalaria notonii Wight & Arn.
14. Crotalaria novae-hollandiae DC.
15. Crotalaria nuda Polhill
16. Crotalaria nudiflora Polhill
17. Crotalaria nyikensis Baker

## O
1. Crotalaria obscura DC.
2. Crotalaria obtecta Graham
3. Crotalaria occidentalis Hepper
4. Crotalaria occulta Graham ex Benth.
5. Crotalaria ochroleuca G.Don
6. Crotalaria oligosperma Polhill
7. Crotalaria oligostachya Baker
8. Crotalaria onobrychis A.Rich.
9. Crotalaria ononoides Benth.
10. Crotalaria onusta Polhill
11. Crotalaria oocarpa Baker
12. Crotalaria orientalis Burtt Davy ex I.Verd.
13. Crotalaria orixensis Willd.
14. Crotalaria orthoclada Welw. ex Baker
15. Crotalaria otoptera Benth.
16. Crotalaria ovata Polhill
17. Crotalaria oxyphylla Harms
18. Crotalaria oxyphylloides R.Wilczek

## P
1. Crotalaria pallida Aiton
2. Crotalaria pallidicaulis Harms
3. Crotalaria paniculata Willd.
4. Crotalaria paracistoides Torre
5. Crotalaria paraspartea Polhill
6. Crotalaria parvula Welw. ex Baker
7. Crotalaria passerinoides Taub.
8. Crotalaria patula Polhill
9. Crotalaria paulina Schrank
10. Crotalaria paulitschkei Baker f.
11. Crotalaria pearsonii Baker f.
12. Crotalaria peduncularis Graham
13. Crotalaria pellita Bertero ex DC.
14. Crotalaria peltieri Polhill
15. Crotalaria pentaphylla Baker f.
16. Crotalaria perbracteolata Polhill
17. Crotalaria peregrina Polhill
18. Crotalaria perlaxa Polhill
19. Crotalaria perpusilla Collett & Hemsl.
20. Crotalaria perrieri R.Vig.
21. Crotalaria perrottetii DC.
22. Crotalaria persica (Burm.f.) Merr.
23. Crotalaria pervillei Baill.
24. Crotalaria peschiana J.Duvign. & Timp.
25. Crotalaria petiolata Vogel ex Walp.
26. Crotalaria petitiana A.Rich.
27. Crotalaria phillipsiae Baker
28. Crotalaria phylicoides Wild
29. Crotalaria phylloloba Harms
30. Crotalaria phyllostachya Gagnep.
31. Crotalaria phyllostachys Baker
32. Crotalaria pilosa Mill.
33. Crotalaria pilosiflora Baker
34. Crotalaria pisicarpa Welw. ex Baker
35. Crotalaria pittardiana Torre
36. Crotalaria platysepala Harv.
37. Crotalaria pleiophylla Polhill
38. Crotalaria plowdenii Baker
39. Crotalaria podocarpa DC.
40. Crotalaria poecilantha Polhill
41. Crotalaria poissonii R.Vig.
42. Crotalaria polhillii Thulin
43. Crotalaria poliochlora Harms
44. Crotalaria polyantha Taub.
45. Crotalaria polychroma Polhill
46. Crotalaria polygaloides Welw. ex Baker
47. Crotalaria polysperma Kotschy
48. Crotalaria polytricha Polhill
49. Crotalaria praetexta Polhill
50. Crotalaria preladoi Baker f.
51. Crotalaria priestleyoides Benth. ex Baker
52. Crotalaria prittwitzii Baker f.
53. Crotalaria prolongata Baker
54. Crotalaria prostrata Rottb. ex Willd.
55. Crotalaria protensa Welw. ex Baker
56. Crotalaria psammophila Harms
57. Crotalaria pseudoalexanderi R.Wilczek
58. Crotalaria pseudodiloloensis R.Wilczek
59. Crotalaria pseudoquangensis Torre
60. Crotalaria pseudoseretii R.Wilczek
61. Crotalaria pseudospartium Baker f.
62. Crotalaria pseudotenuirama Torre
63. Crotalaria pseudovirgultalis Torre
64. Crotalaria pterocalyx Harms
65. Crotalaria pteropoda Balf.f.
66. Crotalaria pterospartioides Torre
67. Crotalaria pudica Polhill
68. Crotalaria pulchra Andrews
69. Crotalaria pumila Ortega
70. Crotalaria purdieana Senn
71. Crotalaria purshii DC.
72. Crotalaria pusilla B.Heyne ex Roth
73. Crotalaria pycnostachya Benth.
74. Crotalaria pygmaea Polhill

## Q
1. Crotalaria quangensis Taub.
2. Crotalaria quarrei Baker f.
3. Crotalaria quartiniana A.Rich.
4. Crotalaria quercetorum Brandegee
5. Crotalaria quinquefolia L.

## R
1. Crotalaria reclinata Polhill
2. Crotalaria recta Steud. ex A.Rich.
3. Crotalaria recumbens Polhill
4. Crotalaria renieriana R.Wilczek
5. Crotalaria reptans Taub.
6. Crotalaria retusa L.
7. Crotalaria rhizoclada Polhill
8. Crotalaria rhodesiae Baker f.
9. Crotalaria rhynchocarpa Polhill
10. Crotalaria rhynchotropioides Baker f.
11. Crotalaria rigida B.Heyne ex Roth
12. Crotalaria ringoeti Baker f.
13. Crotalaria riparia Polhill
14. Crotalaria rogersii Baker f.
15. Crotalaria rosenii (Pax) Milne-Redh. ex Polhill
16. Crotalaria rotundifolia (Walter) J.F.Gmel.
17. Crotalaria rubiginosa Willd.
18. Crotalaria rufipila Benth.
19. Crotalaria rufocaulis Gilli
20. Crotalaria rupicola Baker f.
21. Crotalaria ruspoliana Chiov.
22. Crotalaria rzedowskii J.Espinosa

## S
1. Crotalaria sacculata Chiov.
2. Crotalaria sagittalis L.
3. Crotalaria saharae Coss.
4. Crotalaria salicifolia B.Heyne ex Wight & Arn.
5. Crotalaria saltiana Andrews
6. Crotalaria sapinii De Wild.
7. Crotalaria scabra Gamble
8. Crotalaria scabrella Wight & Arn.
9. Crotalaria scassellatii Chiov.
10. Crotalaria schinzii Baker f.
11. Crotalaria schlechteri Baker f.
12. Crotalaria schliebenii Polhill
13. Crotalaria schmitzii R.Wilczek
14. Crotalaria schweinfurthii Deflers
15. Crotalaria seemeniana Harms
16. Crotalaria semperflorens Vent.
17. Crotalaria senegalensis (Pers.) DC.
18. Crotalaria sengensis Baker f.
19. Crotalaria serengetiana Polhill
20. Crotalaria sericifolia Harms
21. Crotalaria serpentinicola Leteint. & Polhill
22. Crotalaria sertulifera Taub.
23. Crotalaria sessiliflora L.
24. Crotalaria sessilis De Wild.
25. Crotalaria shanica Lace
26. Crotalaria shirensis (Baker f.) Milne-Redh.
27. Crotalaria shrirangiana K.H.Rokade, Dalavi, S.S.Gaikwad & N.B.Gaikwad
28. Crotalaria shuklae A.P.Tiwari & A.A.Ansari
29. Crotalaria similis Hemsl.
30. Crotalaria simoma Polhill
31. Crotalaria simulans Milne-Redh.
32. Crotalaria singulifloroides R.Wilczek
33. Crotalaria smithiana A.T.Lee
34. Crotalaria socotrana (Balf.f.) Thulin
35. Crotalaria somalensis Chiov.
36. Crotalaria sonorensis Standl.
37. Crotalaria sparsifolia Baker
38. Crotalaria spartea R.Br. ex Baker
39. Crotalaria spartioides DC.
40. Crotalaria spathulatofoliolata Torre
41. Crotalaria speciosa B.Heyne ex Roth
42. Crotalaria spectabilis Roth
43. Crotalaria sphaerocarpa Perr. ex DC.
44. Crotalaria spinosa Hochst.
45. Crotalaria squamigera Deflers
46. Crotalaria stanerana Baker f.
47. Crotalaria stenopoda Baker f.
48. Crotalaria stenoptera Welw. ex Baker
49. Crotalaria stenorhampha Harms
50. Crotalaria stenothyrsa Taub.
51. Crotalaria steudneri Schweinf.
52. Crotalaria stipularia Desv.
53. Crotalaria stocksii Benth. ex Baker
54. Crotalaria stolzii (Baker f.) Milne-Redh. ex Polhill
55. Crotalaria streptorrhyncha Milne-Redh.
56. Crotalaria strigulosa Balf.f.
57. Crotalaria stuhlmannii Taub.
58. Crotalaria subcaespitosa Polhill
59. Crotalaria subcalvata Polhill
60. Crotalaria subcapitata De Wild.
61. Crotalaria subdecurrens Mart. ex Benth.
62. Crotalaria subsessilis Harms
63. Crotalaria subspicata Polhill
64. Crotalaria subtilis Polhill
65. Crotalaria suffruticosa S.Subraman. & A.K.Pandey
66. Crotalaria sylvicola Baker f.
67. Crotalaria szaferiana R.Wilczek

## T
1. Crotalaria tabularis Baker f.
2. Crotalaria tamboensis R.Wilczek
3. Crotalaria tanety Du Puy, Labat & H.Ireland
4. Crotalaria tchibangensis Maesen
5. Crotalaria teixeirae Torre
6. Crotalaria tenuipedicellata Baker f.
7. Crotalaria tenuirama Welw. ex Baker
8. Crotalaria tenuirostrata Polhill
9. Crotalaria teretifolia Milne-Redh.
10. Crotalaria tetragona Andrews
11. Crotalaria tetraptera Torre
12. Crotalaria thaumasiophylla Harms
13. Crotalaria thebaica (Delile) DC.
14. Crotalaria thomasii Harms
15. Crotalaria tiantaiensis Yan C.Jiang, X.Y.Zhu, Y.F.Du & H.Ohashi
16. Crotalaria toamasinae M.Peltier
17. Crotalaria topouensis Debb.
18. Crotalaria torrei Polhill
19. Crotalaria trichotoma Bojer
20. Crotalaria trifoliastrum Willd.
21. Crotalaria trifoliolata Baker f.
22. Crotalaria trinervia Polhill
23. Crotalaria triquetra Dalzell
24. Crotalaria tristis Polhill
25. Crotalaria tsavoana Polhill
26. Crotalaria tweediana Benth.

## U
1. Crotalaria ubonensis Dy PHon
2. Crotalaria uguenensis Taub
3. Crotalaria ukambensis Vatke
4. Crotalaria ukingensis Harms
5. Crotalaria ulbrichiana Harms
6. Crotalaria uliginosa Huang
7. Crotalaria umbellifera R.E.Fr.
8. Crotalaria uncinata Welw. ex Baker
9. Crotalaria uncinella Lam.
10. Crotalaria unicaulis Bullock
11. Crotalaria unifoliolata Benth.

## V
1. Crotalaria vagans Polhill
2. Crotalaria valida Baker
3. Crotalaria vallicola Baker f.
4. Crotalaria vandenbrandii R.Wilczek
5. Crotalaria vanderystii R.Wilczek
6. Crotalaria vanmeelii R.Wilczek
7. Crotalaria varians Craib
8. Crotalaria varicosa Polhill
9. Crotalaria variifolia Polhill
10. Crotalaria vasculosa Wall. ex Benth.
11. Crotalaria vatkeana Engl.
12. Crotalaria velutina Benth.
13. Crotalaria verdcourtii Polhill
14. Crotalaria verrucosa L.
15. Crotalaria vespertilio Benth.
16. Crotalaria vestita Baker
17. Crotalaria vialattei Batt.
18. Crotalaria vialis Milne-Redh.
19. Crotalaria virgulata Klotzsch
20. Crotalaria virgultalis Burch. ex DC.
21. Crotalaria vitellina Ker Gawl.

## W
1. Crotalaria walkeri Arn.
2. Crotalaria warfae Thulin
3. Crotalaria welwitschii Baker
4. Crotalaria wightiana Graham
5. Crotalaria wilczekiana Timp.
6. Crotalaria willdenowiana DC.

## X
1. Crotalaria xanthoclada Bojer ex Benth.

## Y
1. Crotalaria yaihsienensis T.C.Chen
2. Crotalaria youngii Baker f.
3. Crotalaria yunnanensis Franch.